# ティーガー (水雷艇)

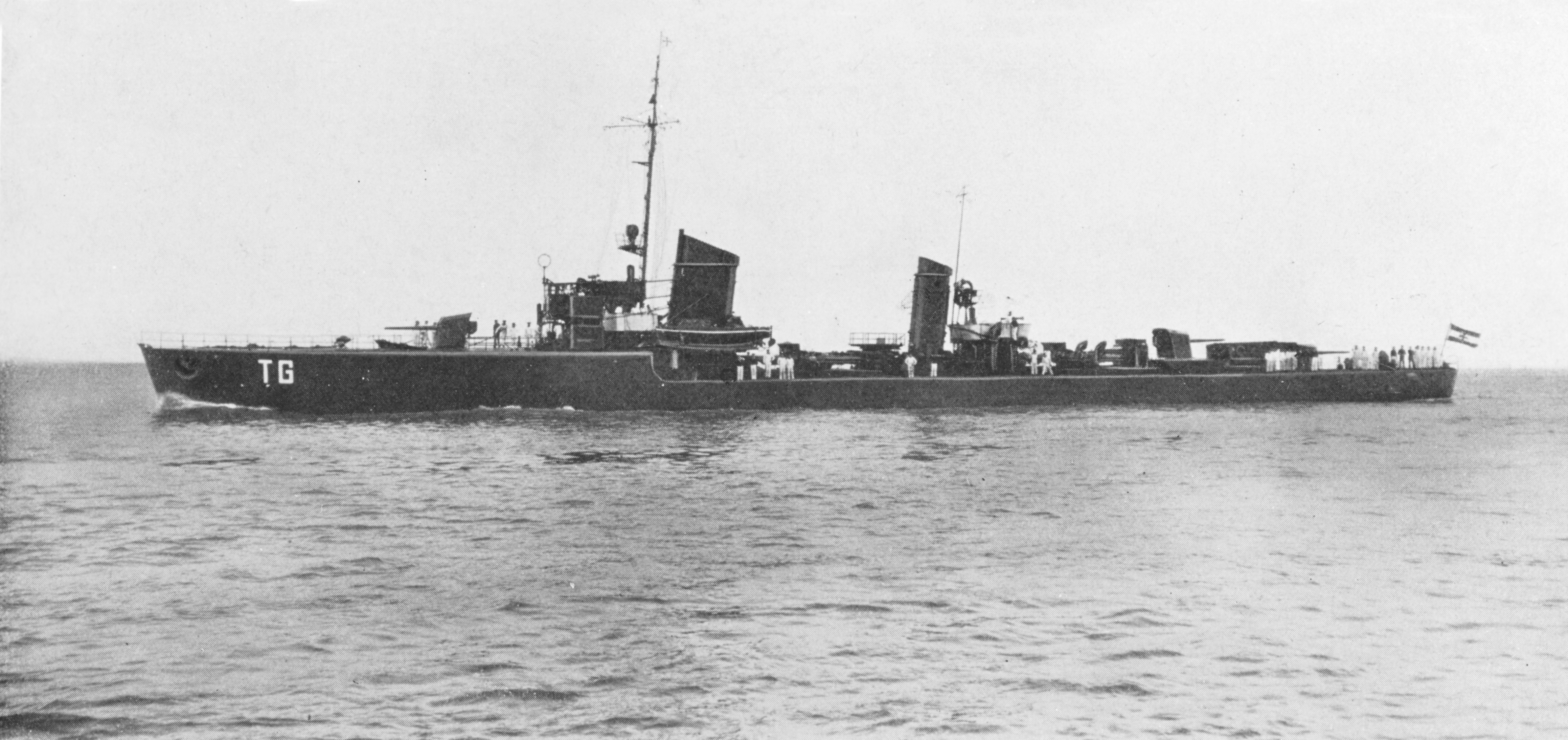
ティーガー

ティーガー (Tiger) はドイツ海軍の水雷艇。1924型。

## 艦歴
1927年4月2日起工。1928年3月15日進水。1929年1月15日就役。
1939年8月27日バルト海のボーンホルム島の近くで駆逐艦マックス・シュルツに衝突され沈没、2名の死者を出した。